# Porcelana Rebis

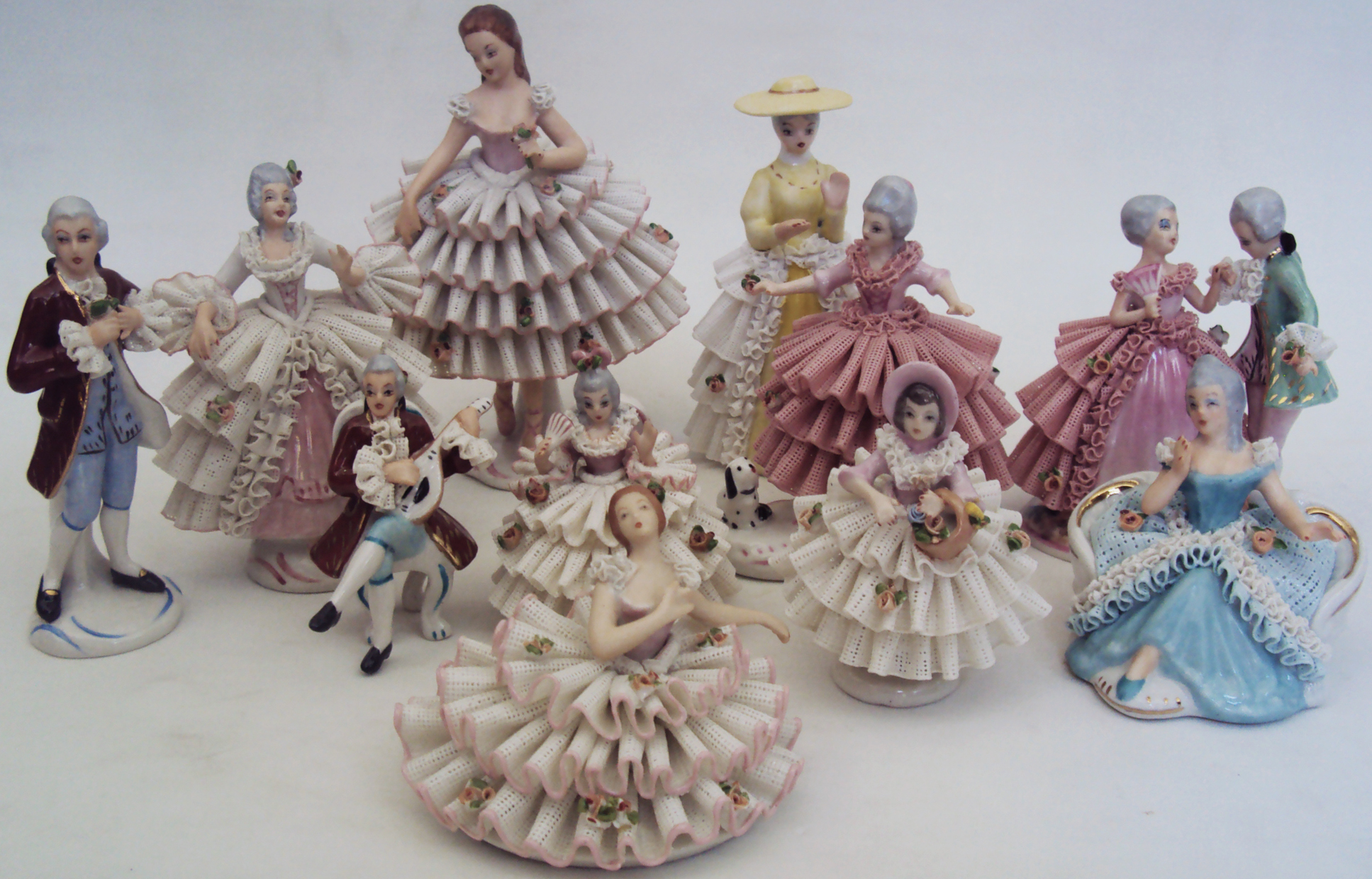
Pequena coleção de bibelôs Rebis com vestidos e detalhes em renda

A Indústria e Comércio de Porcelana Rebis Ltda foi uma fábrica de porcelana brasileira criada em 1956 em Porto Alegre, Rio Grande do Sul. As mais notáveis e características peças de porcelana produzidas pela fábrica foram bibelôs de damas, bailarinas e cavalheiros que possuíam detalhes em tule porcelanizado.

## História

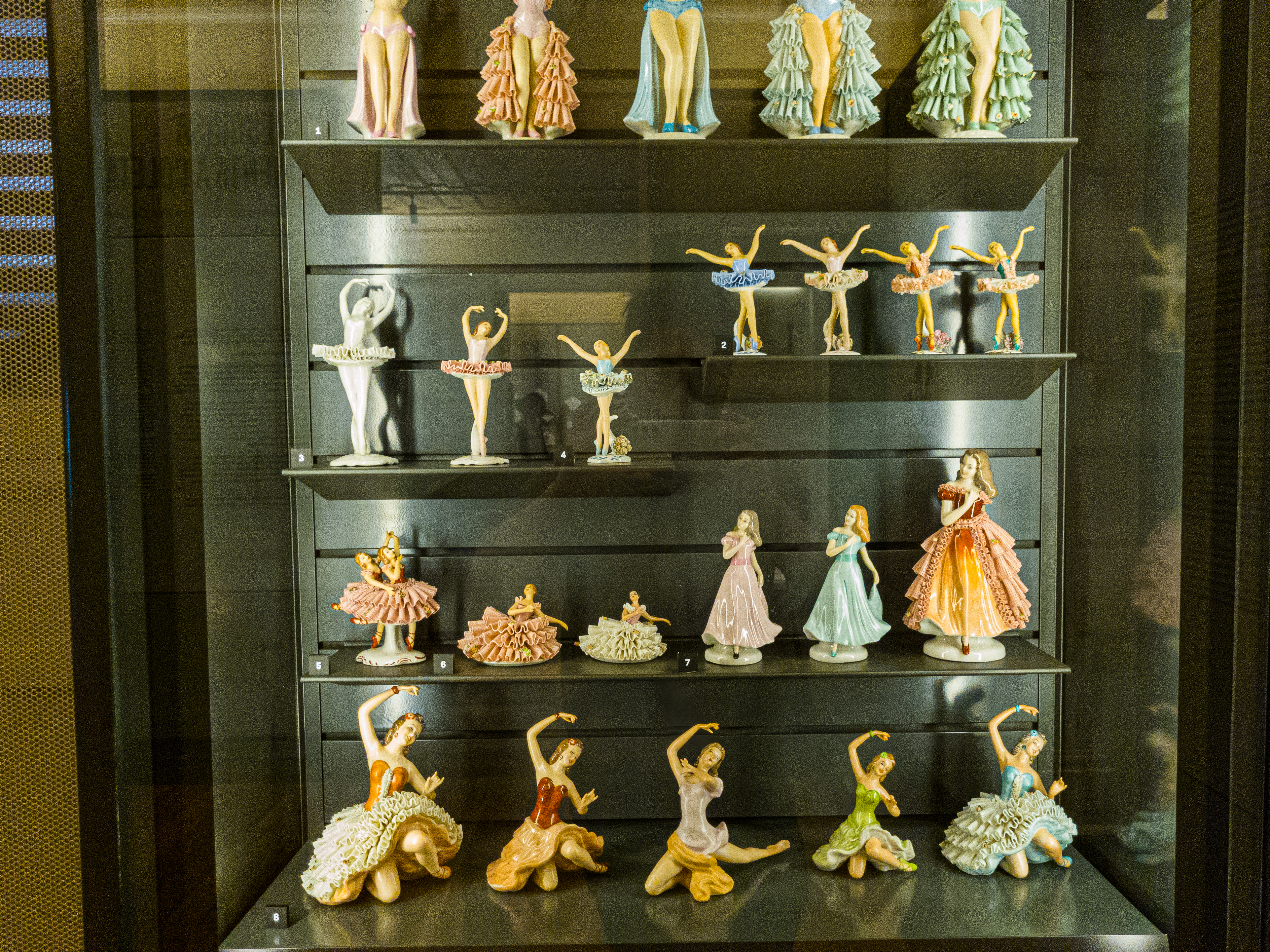
Bonecas de porcelana da Rebis à mostra no Museu do Ipiranga.

O nome Rebis é um acrônimo das iniciais dos sobrenomes desses primeiros sócios da empresa: Res, Bilan e Steiner. A fábrica teve início quando o alemão Anton Steiner saiu da fábrica de Porcelanas Renner, onde era artesão, para criar sua própria fábrica juntamente com Ivo Res (iugoslavo) e Josef Bilan (polonês). Mais tarde, ingressaria o quarto sócio, Sérgio Skopinski, filho de imigrantes poloneses. Por fim, os outros sócios saíram e Sérgio junto com seu sobrinho Marcos, ficariam como os únicos sócios até o fechamento da fábrica.
A fábrica de Porcelana Renner, também sediada em Porto Alegre, trouxe da Alemanha técnicos para fabricar peças de porcelana decoradas com rendas na década de 50. Essas rendas eram feitas com uma técnica que envolvia mergulhar um tecido de algodão na barbotina, que é a massa líquida da porcelana, e esse tecido era modelado e dava forma para os vestidos, golas e mangas das roupas dos bibelôs. O bibelô era então levado ao forno e o tecido desaparecia incinerado, deixando a porcelana com o aspecto de renda, no formato em que o tecido foi moldado. As peças produzidas pela Renner eram feitas com uma renda muito frágil e quebrava com facilidade. Quando Steiner deixou a Renner e se juntou com outros dois técnicos para fundar a Porcelana Rebis, o objetivo era produzir peças feitas com renda mais grossa e resistente. 
A empresa teve ao longo de sua história um total aproximado de duzentos funcionários, mas na década de 1990 sofreu um declínio nas vendas causado pelo menor interesse das pessoas neste tipo de bibelô, e também devido à dificuldade de se conseguir mão de obra qualificada, fatores que, entre outras coisas, levaram a Porcelana Rebis a encerrar a fabricação de peças rendadas. Nos dias atuais, as porcelanas Rebis se tornaram peças colecionáveis, sendo que as que estão em perfeito estado de conservação e que não sofreram com quebras, restaurações ou marcas do tempo são mais raras e mais valiosas.
Durante a década de 1980, as mulheres representavam o seu quadro de funcionários e normalmente não possuíam experiência prévia no trabalho com porcelana. Apenas com suas habilidades de costura e atividades de donas de casa, eram instruídas pelos proprietários e assim moldavam as massas das estatuetas, levavam-nas aos fornos e pintavam .
Seu principal mercado consumidor era São Paulo, Rio de Janeiro e a região nordeste do país. Interessante é que a Rebis nunca fez qualquer propaganda na mídia, apenas colocava seu telefone nas peças que produzia .
No ano de 2007, a Rebis voltou a produzir em pequena escala as bonecas com saias rendadas. A fábrica terminou por fechar em 2013/14.